# Наркотин
Наркотин (известен также как носкапин, нектодон, носпен, анаркотин, опиан) — один из алкалоидов опиума. Находится в соке опийного мака (Papaver somniferum) в свободном состоянии.
Впервые выделен и охарактеризован французским химиком Жаном Пьером Робике в 1817 году.
Температура плавления 176°. Не растворяется в воде, но легко растворяется в спирте, бензоле, диэтиловом эфире и хлороформе. Является слабым третичным основанием.